# Arktyczna depresja
Arktyczna depresja (ang. Arctic Blue) – kanadyjsko-amerykański film sensacyjny z 1993 roku w reżyserii Petera Mastersona.

## Opis fabuły
Alaska. Ekolog Eric Desmond (Dylan Walsh) przewozi awionetką kłusownika Bena Corbetta (Rutger Hauer), podejrzanego o potrójne morderstwo. Gdy samolot rozbija się w górach, mężczyźni muszą współpracować.

## Obsada
- Rutger Hauer jako Ben Corbett
- Dylan Walsh jako Eric Desmond
- Rya Kihlstedt jako Anne Marie
- John Cuthbert jako Lemalle
- John Bear Curtis jako Mitchell
- Bill Croft jako "Viking" Bob Corbett
- Richard Bradford jako Sam Wilder
- Kevin Cooney jako Leo Meyerling
- Michael Lawrenchuk jako Earl Kenai
- Steven E. Miller jako Arthur Neff
- Gunargie O'Sullivan jako Dixie

i inni